# Triaenodes sinis
Triaenodes sinis là một loài Trichoptera trong họ Leptoceridae. Chúng phân bố ở miền Australasia.